# 张建栋
张建栋（1962年5月—），山东人，中国大陆导演。代表作有电视剧《刑警本色》、《不要和陌生人说话》、《如果岁月可回头》、《绝对控制》等。

## 生平
1988年毕业于北京电影学院表演系本科班。